# 목동 트라팰리스
목동 트라팰리스(영어: Mokdong Trapalace)는 대한민국 서울특별시 양천구 목동에 있는 아파트 단지다. 2005년에 착공하여 2008년에 완공되었다. 최고 지상 49층으로 되어있고 높이와 층수가 다르다. 지상 41층부터 지상 49층까지 아파트다. 고급 주상복합 아파트로, 서울에서 고급 주거지로 통하는 목동 신시가지에 뉴욕 5번가의 이미지를 창출하는 것을 목표로 계획되었다.

## 역사
목동 신시가지 부지에 건설할 계획이 있고 뉴욕 5번가 이미지를 창출하는 것이 목표다. 2005년에 (주)이스타코에서 맡아 분양하고 같은 해에 착공하여 2008년에 완공한 후 2009년 1월에 입주하였다. 

## 단지 구성
다음은 목동 트라팰리스 단지 목록이다.
| 건물        | 층수 | 높이 |
| ----------- | ---- | ---- |
| Western A동 | 49층 | 186m |
| Eastern B동 | 41층 | 160m |
| Western B동 | 42층 | 162m |
| Eastern A동 | 48층 | 182m |

## 높이
최고 높이 186m이고 최고 지상 49층이다. 높이가 170m 이상인 아파트가 2000년대 후반인 2009년에 완공되었다는 것이다. A동, B동, C동이 현대41타워(41층, 167m)보다 높고 D동이 그 아파트보다 낮다.

## 특징
2009년 1월에 입주한 아파트는 규모는 522세대이다. 면적은 140.12m2~297.52m2까지 있고 단지는 총 522세대와 총 2개동, 총 49층이다. 지역난방, 열병합을 사용한다. 7단지는 이에 비해 너무 초라하다. 주변에 트라팰리스, 하이페리온, 파라곤 등과 같은 주상복합이 있기 때문이다. 주요 용도는 주거시설과 판매시설로 구성되어 있으며 각 주거동은 남북 방향으로의 대칭성을 강조하는 반면 개별 타워의 정점은 오목로를 향한 비대칭적인 수직적 비상을 이끌어낸다. 중력과 횡력저항시스템으로는 철근 콘크리트 코어월과 벨트월 기둥이 적용되었다.

## 내부 시설

### 웨스턴에비뉴 A동
| 층수                | 시설               |
| ------------------- | ------------------ |
| 35층 ~ 49층         | 아파트             |
| 34층                | -                  |
| 9층 ~ 33층          | 아파트             |
| 2층 ~ 8층           | 입주민 전용 주차장 |
| 1층                 | 로비               |
| 지하 5층 ~ 지하 1층 | 지하주차장         |

### 웨스턴에비뉴 B동
| 층수                | 시설               |
| ------------------- | ------------------ |
| 35층 ~ 42층         | 아파트             |
| 34층                | -                  |
| 9층 ~ 33층          | 아파트             |
| 2층 ~ 8층           | 입주민 전용 주차장 |
| 1층                 | 로비               |
| 지하 5층 ~ 지하 1층 | 지하주차장         |

### 이스턴에비뉴 A동
| 층수                | 시설               |
| ------------------- | ------------------ |
| 35층 ~ 48층         | 아파트             |
| 34층                | -                  |
| 9층 ~ 33층          | 아파트             |
| 2층 ~ 8층           | 입주민 전용 주차장 |
| 1층                 | 로비               |
| 지하 5층 ~ 지하 1층 | 지하주차장         |

### 이스턴에비뉴 B동
| 층수                | 시설               |
| ------------------- | ------------------ |
| 35층 ~ 41층         | 아파트             |
| 34층                | -                  |
| 9층 ~ 33층          | 아파트             |
| 2층 ~ 8층           | 입주민 전용 주차장 |
| 1층                 | 로비               |
| 지하 5층 ~ 지하 1층 | 지하주차장         |

## 대중문화
- SBS 드라마 '별에서 온 그대'의 여주인공 천송이(전지현)와 외계에서 온 남자 주인공 도민준(김수현)이 살고 있는 아파트로 등장한다. 이 드라마에서 천송이가 기자들에게 둘러싸여 밖으로 나가는 장면이 이곳에서 촬영됐다.[1]
- 배우 박보검이 가족과 거주한다고 알려졌다.[2]

## 같이 보기
- 대한민국의 마천루 목록
- 서울특별시의 마천루 목록
- 서울 양천구의 마천루 목록